# Eksplozija na Krimskem mostu (2022)
8. oktobra 2022 zjutraj je nenadna eksplozija prizadela Krimski most in povzročila veliko škodo. Vnelo se je sedem vlakovnih vagonov goriva, kar je povzročilo velik požar, dva dela cestnega mostu sta se zrušila.
Ruski državni mediji so poročali, da je eksplozijo povzročil tovornjak. Vladimir Konstantinov, proruski voditelj na Krimu, je odgovornost za napad pripisal Ukrajini. Do 8. oktobra 2022 nista ne Ukrajina niti NATO izdala uradne izjave o incidentu. Visoki ukrajinski uradniki so pred tem izjavili, da bi bil most legitimna tarča za raketni napad.

## Odzivi
Uradni Twitter račun ukrajinske vlade je v odgovor na požar zabrusil nekaj besed, Mihajlo Podoljak, svetovalec ukrajinskega predsednika, pa je škodo označil šele za »začetek«.
Direktor ukrajinske pošte Igor Smiljanski je napovedal izdajo nove poštne znamke, posvečene temu dogodku.